# Asphalt 3: Street Rules
Asphalt 3: Street Rules est un jeu vidéo de course développé et édité par Gameloft, sorti en 2006 sur N-Gage et J2ME.

## Accueil
- IGN : 8/10 (J2ME)[1]